# Marian Glinkowski
Marian Glinkowski (ur. 3 kwietnia 1940 w Łodzi, zm. 5 kwietnia 2014 tamże) – polski reżyser teatralny i animator kultury, związany z ruchem teatru alternatywnego.

## Życiorys
Urodził się 3 kwietnia 1940 roku w Łodzi, w dzielnicy Bałuty. Uczęszczał do XV Liceum Ogólnokształcącego w Łodzi, gdzie zdał maturę w roku 1959. Ukończył polonistykę na Uniwersytecie Łódzkim – magisterium w roku 1964. W latach 1964–1985 pracował jako nauczyciel języka polskiego. Pochowany został w alei zasłużonych na cmentarzu komunalnym Doły w Łodzi. 

## Działalność poświęcona teatrowi
Organizator, dyrektor i autor nowej koncepcji programowej Łódzkich Spotkań Teatralnych w latach 1992-2009 (1992-2007 – dyrektor organizacyjny i artystyczny, 2008-2009 – dyrektor artystyczny). Twórca Łódzkiego Przeglądu Teatrów Amatorskich „ŁóPTA”, kierownik artystyczny Festiwalu Małych Teatrów „Słodkobłękity”. Stały przewodniczący jury Ogólnopolskich Konfrontacji Teatrów Młodzieżowych CENTRUM. Członek rady programowej społecznego ruchu teatralnego „Dotknij Teatru” i kapituły nagrody Srebrnego Pierścienia za najlepszą rolę teatralną sezonu w teatrach łódzkich. Prezes Zarządu Okręgu i wiceprezes Zarządu Głównego Towarzystwa Kultury Teatralnej. Juror i instruktor teatralny związany z wieloma festiwalami teatrów alternatywnych, m.in. w Łodzi, Piotrkowie, Sieradzu, Skierniewicach, Rybniku, Ostrołęce, Zgierzu i Gorzowie Wielkopolskim. Organizator konferencji i seminariów teatralnych. Reżyser ponad stu spektakli, koncertów i zdarzeń plenerowych. Laureat nagród za reżyserię, scenariusz i najlepsze przedstawienie na festiwalach teatralnych m.in. w Krakowie, Łodzi, Gliwicach, Żyrardowie, Zgierzu i Stalowej Woli.
Założył i/lub prowadził:
- 1958-1959: Teatr Floridont
- 1963-1969: Studencki Teatr Uniwersytetu Łódzkiego STUŁ
- 1978-1982: Teatr PROM
- 1971-1975: Teatr Quant
- od 1972: Teatr ORFA (najważniejsze premiery: 1974 – „Nadobnisie i koczkodany” Witkacego, 1983 – „Wyrabianie istot” według „Ferdydurke” Gombrowicza, 1995 – „Król umiera, czyli ceremonie” Ionesco)
- od 1986: Teatr Kilku Osób (najważniejsze premiery: 1992 – „Szwagier Europy” Białoszewskiego, 1993 – „Wizje świętego Ildefonsa” Gałczyńskiego)

Ponadto reżyserował w teatrach:
- 1969: ST Pstrąg – „Po kolędzie” Harasymowicza
- 1971: ST Pstrąg – „Została wydana wielka kolacja Préverta
- 1996: Teatr Polski w Wilnie – „Król umiera, czyli ceremonie” Ionesco
- 2004: Teatr Nowy w Łodzi – „Zmartwychwstałe wiersze” w oparciu o twórczość łódzkich poetów

Międzynarodowe projekty teatralne w jego reżyserii:
- 1994 – „Psalm Chełmiński” (współreżyseria ze Zdzisławem Hejdukiem) – projekt polsko-niemiecko-duńsko-czeski
- 2001 – „Cztery razy Prometeusz” – projekt polsko-niemiecki
- 2005 – „Cztery strony świtu” – projekt polsko-niemiecko-słowacko-litewski

## Ważniejsze nagrody i odznaczenia
- Nagroda Ministra Edukacji Narodowej (dwukrotnie)
- Nagroda Ministra Kultury i Sztuki (trzykrotnie)
- Odznaka Zasłużonego Działacza Kultury
- Medal Komisji Edukacji Narodowej
- Złoty Krzyż Zasługi
- Srebrny Krzyż Zasługi
- Odznaka honorowa „Zasłużony dla Kultury Polskiej”
- Srebrny Medal „Zasłużony Kulturze Gloria Artis”
- Odznaka „Za Zasługi dla Miasta Łodzi”
- Nagroda Miasta Łodzi (2011)[3]
- Honorowe Obywatelstwo Miasta Zgierza
- Złota Maska
- Nagroda dla Instruktora Roku w Ogólnopolskim Konkursie „Bliżej teatru"